# Асиметрична інформація
Асиметр́ична інформáція — ситуація, коли має місце нерівномірний розподіл інформації про товар або послуги між покупцем та продавцем. Тобто окремі учасники володіють важливою інформацією, що має безпосереднє відношення до предмета договору, угоди, якою не володіють інші учасники. 
Існують кілька основних проблем, що виникають на фінансових ринках через асиметрію інформації: 
- проблема несприятливого відбору
- проблема ризику недобросовісності
- проблема дорогої верифікації стану

Наприклад, у випадку з іпотечними цінними паперами проблема асиметрії інформації виявляється в тому, що їх емітент має більше інформації, ніж інвестор, щодо якості пропонованих цінних паперів і які стоять за ними іпотечних кредитів. Відсутність у інвесторів достатнього обсягу інформації про іпотечні цінні папери може призвести до того, що вони не зважаться купувати цінні папери або зажадають підвищення прибутковості по таких паперах як компенсацію за ризик.

## Ринки з асиметричною інформацією
Це ринки, на яких одні ринкові гравці знають про товар більше за інших. Зазвичай, продавець товару знає про товар більше, ніж покупець. 
Через асиметричність інформації товари більш низької якості витісняють товари більш високої якості, що дає підстави говорити про погіршуючий відбір (негативний відбір).
Ситуація на ринках з асиметричною інформацією дає підстави для обґрунтування державного втручання у роботу ринків, яке б сприяло відновленню інформаційної симетрії. Захисники принципів вільного ринку, зокрема представники лібертаріанського напрямку, стверджують, що ринкові гравці здатні самостійно виробити механізми протидії інформаціїній асиметрії, такі як страхування, гарантії, залучення експертів. 
Джордж Акерлоф, Майкл Спенс і Джозеф Стігліц у 2001 році отримали Премію з економіки пам’яті А. Нобеля "за аналіз ринків з асиметрично доступною інформацією". 